# Hirnyk (obwód lwowski)
Hirnyk (ukr. Гірник) – osiedle typu miejskiego na Ukrainie w obwodzie lwowskim. Należy do czerwonogrodzkiego rejonu miejskiego, stanowiącego enklawę na terenie rejonu sokalskiego.
Znajduje się tu stacja kolejowa Hirnyk, położona na linii Lwów – Sapieżanka – Kowel.

## Historia
W II Rzeczypospolitej na miejscu dzisiejszego Hirnyka znajdowały się zabudowania należące do Parchacza (ob. Międzyrzecze) oraz niewielkie wsie Nieporotów, Hryda i Dzindziryłki. Od 1934 należały do zbiorowej wiejskiej gminy Parchacz w powiecie sokalskim w woj. lwowskim. Po wojnie tereny te weszły w struktury administracyjne Związku Radzieckiego. 
Hirnyk został założony w 1954 roku jako Hriadoju, w 1956 otrzymał status osiedla typu miejskiego i obecną nazwę.
W 1989 liczyło 3602 mieszkańców.
W 2013 liczyło 2902 mieszkańców.